# 溝口友作
溝口 友作（みぞぐち ゆうさく）は、アメリカのロサンゼルス・ハリウッドを拠点に世界で活躍する東京都生まれの映画監督、脚本家、殺陣師。

## 略歴
幼少時から武道や格闘技を学び、剣道、柔道、器械体操、ムエタイ、空手、骨法、ジークンドーに明け暮れ、有段者となってテキサスで開催された全米ライトコンタクト空手トーナメントや数々の武道・格闘技の大会で優勝し、指導を行っていた時期がある。
西東京市（旧保谷市）で少年期を過ごす。都内の高校を卒業後、映画監督になるための修行として世界を放浪し、ニューヨーク大学映画製作コースを経て、シカゴのコロンビア大学映画学科監督コースに編入し学士号を得る。ロサンゼルスに移り、ワーナーブラザーズやディズニースタジオ、また様々な映画制作プロダクションで働きながら映画監督術を学ぶ。スパイク・リー監督も尊敬し、ハリウッドで「黒人映画のパイオニア」と呼ばれたメルビン・バン・ピーブルズ監督に指示し監督術を学び、アカデミー賞ノミネートの俳優のバート・ヤングからも演技と演出を学ぶ。また学生時代にシカゴにツアーと講義でフランスから訪れていたマルセル・マルソーからも演技論とマイムを学ぶ。
ロスで監督した短篇が数々の国際映画祭で上映され始めたことで注目を浴び、アメリカ資本の長編ハリウッド映画『MAFIOSA』の監督に抜擢され、２０１６年夏に完成させる。『MAFIOSA』はハリウッドリール映画祭でワールドプレミアとなり、最優秀アクション映画賞を受賞する。その後、Los Angeles World 国際映画祭では最優秀ドラマ映画賞、バンクーバー Filmdance映画祭では最優秀クライム映画賞を受賞し、その他作品賞ノミネートも多数にわたり世界中の映画館で配給される。　
ハリウッドで予告編ディレクターとして活躍した時期もあり、500本以上の予告編や映画のメイキング映像を製作し、予告編のアカデミー賞として知られる「Golden Trailer Awards」では日本人として初めてのノミネーションを3作品で受ける。またタイムワーナーのMusic On Demand でエミー賞インターアクティブ部門にもノミネーㇳ、OMNI Gold Award 金賞受賞、Training Magazine #１最優秀ビデオ受賞。
現在ロサンゼルスに在住し、監督した新作映画「SAE」のポストプロダクションに入っている。またメジャースタジオと映画制作プロダクションと共に新作の映画企画を準備中である。

## 監督作品
- Terminus of the World （2005年）
- The New World （2005年）
- Void of the World （2006年）
- Noise （2006年）
- Untitled Depression （2006年）
- Still Breathing （2007年）
- Artivist International Film Festival, Hollywood（コマーシャル、2008年）
- Legacy of Cezar Chavez （2009年)
- Lives in Exile （2009年)
- The Journey Within （2009年）
- The Challenge for Africa （2009年）
- Mr. EDAMAME （2010年）
- Welcome to Acting （2010年）
- Mafiosa （2016年）
- Sae (2024年)
- Untitled Yusaku Mizoguchi Project　(2025年)

## エピソード
- アメリカ映画「Mafiosa」を監督した際、アクション監督も担当している。
- アメリカの大学の映画学科で学んだのは、そこで学んだルールをすべて将来壊す為だったとロサンゼルスの映画祭のインタビューで言いきっている。
- 一作品ずつ毎回ジャンルが全く違うことで知られる。
- 映画撮影中はワンテイクで終わる俳優と、何１０回もテイクをやり直させられる俳優がいて、キャスト・スタッフは監督の要望にフレキシブルに対応出来る人だけが選ばれる。
- フロリダの雷落ちる嵐の中で長編を撮影中、ワニが出現し、蚊の大群にも遭遇する。
- Nifty主催の映画祭で作品を上映した際、審査委員長の手塚眞監督に「作品に変態的なカメラアングルがあって、この映画祭では一番映画的な作品です。監督はそちらをもっと探求するとスタイルが確立すると思います」というコメントに「はい、ありがとうございます。変態路線で行こうと思ってました」と答えている。
- ５００本近くあった映画のDVDコレクションをお金に困った際に殆ど売ってしまい後悔した為、４ｋブルーレイでまた映画のコレクションを始めている。ストリーミングが主流になった今、DVD、ブルーレイなどのPhysical Media（物理媒体）の重要性をこれからの映画制作業界の未来のためにインタビューなどで訴えている。

## 参加作品

### 映画
- Journey (監督）
- Away with Words 孔雀 （助監督）
- Treasure of the Black Jaguar (第２班撮影監督）
- "Make Believe" （日本語版エディター）
- The Man （ファイト・コレオグラファー）
- AFI Fest Commercial（エディター）
- The Real Deal（エディター）
- The Tell-Tale Heart （エディター）
- 追跡者（エキストラ）
- マーキュリー・ライジング（エキストラ）

### テレビ
- Rice Boy TV （ディレクター）
- Time Warner: Music-On-Demand （プロデューサー）
- AOL Sessions　（カメラマン）
- Interface　（カメラマン）
- Live 8 （エディター）

### 舞台
- Girl's Town （ファイト・コレオグラファー）